# Farmington Hills
Farmington Hills es una ciudad localizada en el  sureste de Míchigan. Es la ciudad más grande del condado de Oakland en el estado de Míchigan Estados Unidos.

## Gobierno
Farmington Hills utiliza la forma del Consejo-Encargado de gobierno y por lo tanto es gobernado por un Ayuntamiento integrado por un alcalde (en la actualidad: Jerry Ellis) y seis miembros del consejo. El ayuntamiento nombra a un Gerente de la Ciudad (en la actualidad: Steve Brock), que dirige las operaciones del día a día de la ciudad.
Farmington Hills es vecino de Farmington, Míchigan. Juntas, las dos ciudades forman un distrito representado en el Estado de Míchigan Gobierno por el demócrata Vicki Barnett, quien es un exalcalde de Farmington Hills. Farmington Hills es parte del estado al Distrito Senatorial 14, y está representado por el demócrata Gilda Z. Jacobs.

## Economía
En un momento de Compuware tiene su sede en Farmington Hills.Compuware trasladó su sede y 4.000 empleados hasta el centro de Detroit en 2003. Gale, una compañía editorial educativa propiedad de Cengage Learning, está situado en Farmington Hills. También hay muchas ramas de las grandes empresas en el campus de oficinas de reciente construcción. El Nissan Technical Center de América del Norte se encuentra en Farmington Hills. Mango Languages, una compañía de software del aprendizaje de idiomas, también tiene su sede aquí.

## Demografía
Según el censo de 2000, su población era de 82.111 habitantes. En 2006, tenía una población estimada de 79.793, con  una disminución de 2.318 (-2,8%). 

## Geografía
Según el United States Census Bureau tiene un área total de 86,2 kilómetros cuadrados, de los cuales 86,2 km ² están cubiertos por tierra y 0,0 km ² están cubiertos por agua. 

## Educación
Las Walled Lake Consolidated Schools sirve una sección de la ciudad.